# 東郊小鎮駅
東郊小鎮駅（とうこうしょうちんえき）は、中華人民共和国江蘇省南京市江寧区に位置する、南京地下鉄S6号線の駅である。

## 駅名
駅名については、事業着手当初は南京地下鉄集団は「東郊小鎮駅」の仮称を用いており、2020年7月2日に「東郊小鎮駅」を駅名として第一次公示され、2020年8月17日に駅名が「東郊小鎮駅」に決定したことが発表された。

## 歴史
- 2021年12月28日：S6号線の駅として開業。

## 駅構造
島式ホーム1面2線の地上2層構造の駅である。

### のりば
| 番線 | 路線             | 方面               | 行先     |
| ---- | ---------------- | ------------------ | -------- |
|      | 南京地下鉄S6号線 | 麒麟門・馬群 方面  | 長巷行き |
|      | 南京地下鉄S6号線 | 泉都大街・句容方面 | 茅山行き |

## 駅周辺
- 東郊小鎮
- 中原沙場

## 隣の駅
南京地下鉄
■S6号線
麒麟門駅- 東郊小鎮駅 - 古泉駅